# Odynerus basalis
Odynerus basalis är en stekelart som beskrevs av Smith 1857. Odynerus basalis ingår i släktet lergetingar, och familjen Eumenidae. Inga underarter finns listade i Catalogue of Life.